# Chapa Blues Records
 (décembre 2020).
Si vous disposez d'ouvrages ou d'articles de référence ou si vous connaissez des sites web de qualité traitant du thème abordé ici, merci de compléter l'article en donnant les références utiles à sa vérifiabilité et en les liant à la section « Notes et références ».
Chapa Blues Records est un label d'édition et de production musical fondé en 2008 à Paris par les deux managers du chanteur africain Victor Démé, soit Camille Louvel et David Commeillas, avec l’aide des activistes de Soundicate, Romain Germa et Nicolas Maslowski.
Le label affectionne le blues, le folk, le reggae et bien sûr, la musique africaine traditionnelle, qu’il produit dans son studio de Ouagadougou, au Burkina Faso. Les premiers artistes révélés par le label sont Victor Démé, Yapa, Jacob Kuilibila.